# تل عربيد

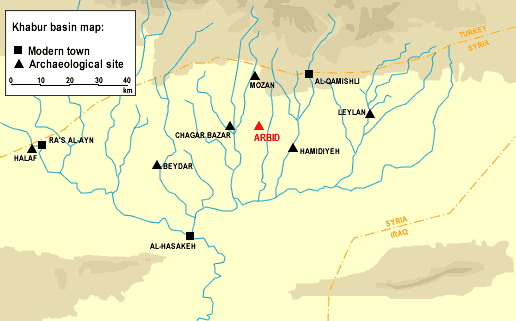

تل عربيد يقع في سوريا يبعد عن مدينة الحسكة 60 كم حيث تقوم مدينة أثرية قديمة تعود إلى الألف الخامس قبل الميلاد وهو من ضمن سلسلة المواقع الأثرية المنتشرة ضمن هذه المنطقة من سوريا.

## آثار الموقع
واكتشفت البعثة السورية البولونية المشتركة مدفنا ملكيا يعود تاريخه إلى القرن الخامس عشر قبل الميلاد وعثرت بداخله على هيكل عظمي لمرأة يرجح أن تكون أميرة إذ وجد بجانب الهيكل كنز كبير عبارة عن 360 قطعة أثرية ذهبية (ذهب) وثلاثة عقود ومختلف الأحجار الكريمة وختمان اسطوانيين مغلفين بالذهب وفي الموقع آثار عبارة عن مساكن ومباني ومعابد.

## طالع مواقع تلية أركيولوجية مشابهة
تلعفر، تل عقاب، تل بري، تل دير، تل أبيب (تلة)، تل حزين، تل حشباي،تل أبيب، تل براك، تل الخويرة، تلكيف، تل ليلان، قطنا (مدينة أثرية)، تل الصافي، تل تمر، تل رياق، تل نبع الليطاني، تل أيوب (لبنان)، تل خردان، تل مجدلون، تل دير زنون، تل حوش الرفقة

- طالع أيضا:
- علم الآثار
- قائمة التلال الأثرية في لبنان
- قائمة التلال الأثرية